# Otto Dietrich

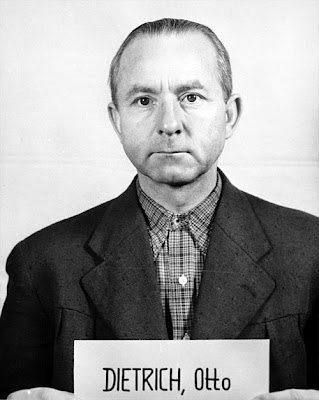
Otto Dietrich während der Nürnberger Prozesse

Jacob Otto Dietrich (* 31. August 1897 in Essen; † 22. November 1952 in Düsseldorf) war ein deutscher Nationalsozialist, Reichspressechef der NSDAP, SS-Obergruppenführer und Staatssekretär im Reichsministerium für Volksaufklärung und Propaganda (RMVP).

## Leben
Otto Dietrich, Sohn eines Kaufmannes, besuchte bis 1914 das Realgymnasium in Essen und machte 1917 im belgischen Gent das Kriegsabitur. Als Kriegsfreiwilliger nahm er am Ersten Weltkrieg teil und wurde mit dem Eisernen Kreuz II. und I. Klasse ausgezeichnet.
Er studierte in München, Frankfurt am Main und Freiburg im Breisgau Staatswissenschaften sowie Philosophie und promovierte 1921 zum Dr. rer. pol. Ab 1922 war er wissenschaftlicher Mitarbeiter in der Handelskammer Essen und ab 1926 Redakteur bei der Essener Allgemeinen Zeitung. Dietrich, Schwiegersohn von Theodor Reismann-Grone, wechselte 1928 von der Essener Allgemeinen Zeitung nach München. Er leitete den Handelsteil der München-Augsburger Abendzeitung und war München-Korrespondent der Leipziger Neuesten Nachrichten (LNN). Zum 1. April 1929 trat Dietrich der NSDAP bei (Mitgliedsnummer 126.727). Im selben Jahr kehrte er nach Essen zurück und wurde Schriftleiter der neugegründeten NSDAP-Zeitung Nationalzeitung. Am 1. August 1931 wurde Dietrich Reichspressechef der NSDAP und begründete die NS-Pressekonferenz. Im Jahre 1932 nahm er die Position eines Reichsleiters im Führerkorps der NSDAP ein. Im gleichen Jahr trat er in die SS (SS-Nummer 101.349) ein.
Am 30. April 1933 wurde Dietrich einstimmig zum Vorsitzenden des Reichsverbandes der Deutschen Presse (RDP) gewählt. Seit Jahresbeginn 1934 war er zudem Vizepräsident der Reichspressekammer, der der Reichsverband der Deutschen Presse angehörte. Von 1937 bis 1945 nahm er die Funktion eines Staatssekretärs im RMVP wahr. In dieser Funktion führte er gemeinsam mit Walter Funk die Aufsicht über die Abteilung IV (Presse). Dietrich wurde vor der Machtergreifung persönlicher Pressereferent Hitlers und von diesem in der Folge – ab dem 27. Januar 1934 im Range eines SS-Gruppenführers – zum Reichspressechef der NSDAP ernannt und führte daher auch die Amtsbezeichnung Pressechef der Reichsregierung. Ab 1936 war Dietrich Mitglied des Reichstags für den Wahlkreis 29 (Leipzig).
Joseph Goebbels ernannte ihn im November 1935 zum Mitglied des Reichskultursenats.

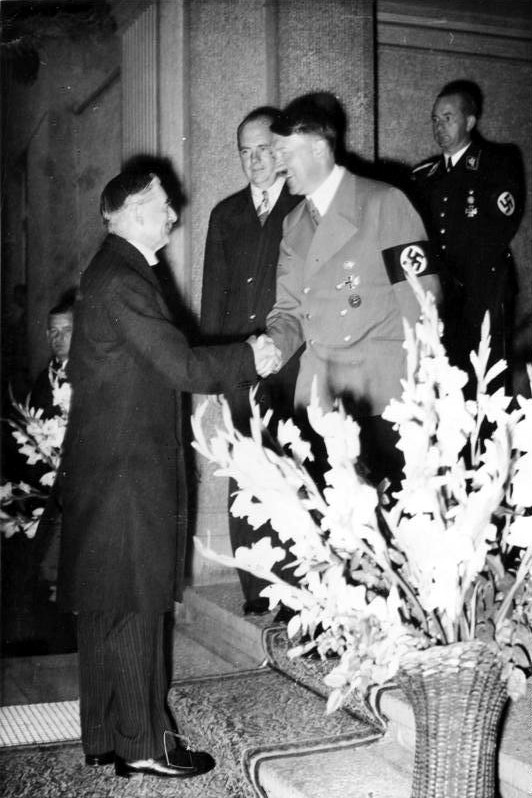
Otto Dietrich (ganz rechts) in Bad Godesberg mit Adolf Hitler und Neville Chamberlain, eine Woche vor dem Münchner Abkommen 1938.

Dietrich war zusammen mit Max Amann, dem Reichsleiter für die Presse der NSDAP (Zuständigkeit: Verlagswesen), der wichtigste Konkurrent von Joseph Goebbels auf dem Gebiet der Pressepolitik. Dietrichs Berufung ins RMVP verfolgte daher auch das Ziel, ihn in eine Stellung zu zwingen, in der er an Goebbels’ Weisungskompetenz gebunden war. Die von ihm im Herbst 1940 durchgesetzte Tagesparole des Reichspressechefs verschaffte ihm in den ersten Kriegsjahren einen starken Einfluss, da er somit vom Führerhauptquartier aus per Telefon auf die Berichterstattung der Presse einwirken konnte, und stellte ihn innerhalb der Parteihierarchie auf eine Stufe mit Goebbels. Am 20. April 1941 wurde Dietrich zum SS-Obergruppenführer ernannt.
Dietrich beging mehrere große propagandistische Fehlhandlungen. So erklärte er beispielsweise am 9. Oktober 1941 vor den versammelten Korrespondenten der Weltpresse auf einer Pressekonferenz in Berlin den Krieg gegen die Sowjetunion für gewonnen, während Deutschland in Wahrheit kurze Zeit später eine entscheidende Niederlage in der Schlacht um Moskau erlitt. Diese Meldung hatte Hitler ihm jedoch vorgegeben. Die fehlerhafte Meldung wurde in der ganzen Welt und auch im Völkischen Beobachter wiedergegeben. Wäre es nach Goebbels gegangen, „hätte sich Hitler sofort von Dietrich trennen müssen“.
Bis Kriegsende erfuhr der Dreikampf um die Macht im Pressewesen keine endgültige Klärung, sondern brachte nur immerwährende Kompetenzquerelen und verstärkt auch Intrigenspiele im RMVP, ehe sich Goebbels seines alten Widersachers Ende März 1945 doch noch entledigen konnte, als Hitler Dietrich entließ.
Am 11. April 1949 wurde Dietrich als Kriegsverbrecher im Wilhelmstraßen-Prozess zu sieben Jahren Gefängnis verurteilt. Als Belastungszeuge trat Ribbentrops Pressechef Paul Karl Schmidt auf, der später unter dem Namen Paul Carell mehrere Kriegsbücher verfasste. Schmidt, der mit seinen Aussagen seine eigene einflussreiche Rolle im Pressewesen des NS-Staates minimieren wollte und Dietrich die „Schlüsselrolle in der NS-Pressepolitik zu[wies]“, trug entscheidend zu seiner Verurteilung bei. Dietrich wurde nach einer Verurteilung zu sieben Jahren Haft im August 1950 vom alliierten Hohen Kommissar (High Commissioner) General John Jay McCloy begnadigt und aus dem Kriegsverbrechergefängnis Landsberg entlassen. Dietrich nahm später eine Tätigkeit bei der Deutschen Kraftverkehrsgesellschaft auf.

## Veröffentlichungen
- Mit Hitler in die Macht. 1933.
- Die philosophischen Grundlagen des Nationalsozialismus. Ein Ruf zu den Waffen deutschen Geistes. Mit einem Nachwort von Alfred-Ingemar Berndt. Ferdinand Hirt, Breslau 1935.
- Der Führer und das deutsche Volk. 1936 (englische Ausgabe online)
- Weltpresse ohne Maske. 1937.
- Das Wirtschaftsdenken im Dritten Reich. 1937.
- Auf den Straßen des Sieges. Mit dem Führer in Polen. 1939.
- Zwölf Jahre mit Hitler. 1955.